# 锡斯科 (上科西嘉省)
锡斯科（法語：Sisco，法語發音：[sisko]）是法国上科西嘉省的一个市镇，属于巴斯蒂亚区。

## 地理
锡斯科（42°48'58"N, 9°25'48"E）面积24.96 平方千米，位于法国上科西嘉省，该省份位于科西嘉北部，后者为地中海西部的一座岛屿，也是法国的一个单一领土集体，位于法国大陆部分的东南面，意大利半島的西面，最临近的地块是撒丁岛。
与锡斯科接壤的市镇（或旧市镇、城区）包括：彼得拉科巴拉、奥尔卡尼。

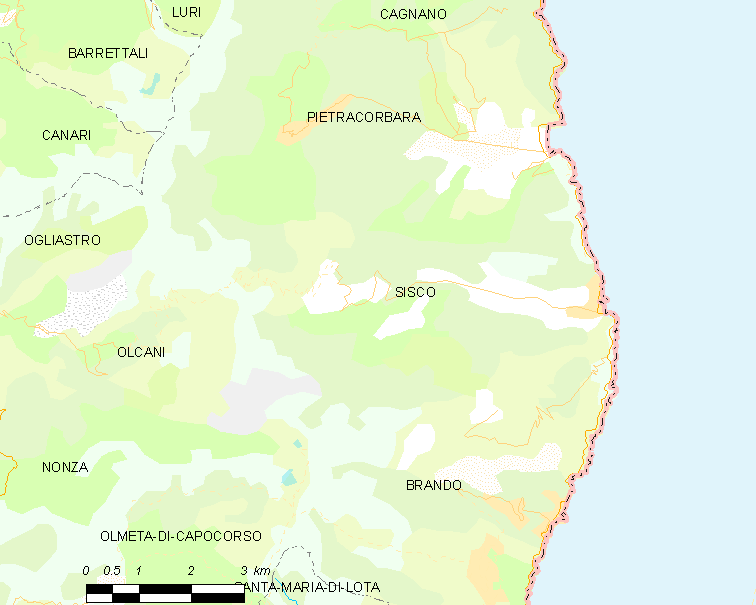
的OSM定位图

锡斯科的时区为UTC+01:00、UTC+02:00（夏令时）。

## 行政
锡斯科的邮政编码为20233，INSEE市镇编码为2B281。

## 政治
锡斯科所属的省级选区为科西嘉角县。

## 人口

1962-2008年间人口变化图示

锡斯科于2022年1月1日时的人口数量为1172人。